# ایستون، همپشر
ایستون (به انگلیسی: Easton) یک روستا در بریتانیا است که در انگلستان واقع شده‌است.